# Miller City
Miller City és una població dels Estats Units a l'estat d'Ohio. Segons el cens del 2000 tenia 136 habitants.

## Demografia
Segons el cens del 2000, Miller City tenia 136 habitants, 51 habitatges, i 36 famílies. La densitat de població era de 437,6 habitants per km².
Dels 51 habitatges en un 25,5% hi vivien nens de menys de 18 anys, en un 62,7% hi vivien parelles casades, en un 2% dones solteres, i en un 27,5% no eren unitats familiars. En el 25,5% dels habitatges hi vivien persones soles l'11,8% de les quals corresponia a persones de 65 anys o més que vivien soles. El nombre mitjà de persones vivint en cada habitatge era de 2,65 i el nombre mitjà de persones que vivien en cada família era de 3,08.
Per edats la població es repartia de la següent manera: un 26,5% tenia menys de 18 anys, un 11% entre 18 i 24, un 22,8% entre 25 i 44, un 16,2% de 45 a 60 i un 23,5% 65 anys o més.
L'edat mediana era de 36 anys. Per cada 100 dones de 18 o més anys hi havia 96,1 homes.
La renda mediana per habitatge era de 43.125 $ i la renda mediana per família de 53.750 $. Els homes tenien una renda mediana de 41.250 $ mentre que les dones 18.333 $. La renda per capita de la població era de 20.427 $. Cap de les famílies i l'1% de la població estaven per davall del llindar de pobresa.

## Poblacions properes
El següent diagrama mostra les poblacions més properes.